# 锡金齿突蟾
锡金齿突蟾（学名：Scutiger sikimmensis）为锄足蟾科齿突蟾属的两栖动物。在中国大陆，分布于西藏等地，主要栖息于山间流溪上游及其附近的泉源处、沼泽地石块下或倒木下以及落叶下。其生存的海拔范围为2700至4200米。该物种的模式产地在锡金。其种加词“sikimmensis”意为“锡金的”。

## 保护
本种于2023年被收录入《有重要生态、科学、社会价值的陆生野生动物名录》。